# Unité urbaine de Saint-Vallier
L'unité urbaine de Saint-Vallier est une unité urbaine française centrée sur les communes de Saint-Vallier (Drôme) et Sarras (Ardèche), en région Auvergne-Rhône-Alpes.

## Données générales
En 2010, selon l'Insee, l'unité urbaine était composée de cinq communes.
En 2020, à la suite d'un nouveau zonage, elle est composée de sept communes. Elle est une unité urbaine inter-départementale, répartie sur le département de l'Ardèche (2 communes) et sur celui de la Drôme (5 communes).
En 2022, elle compte 12 049 habitants.

## Composition de l'unité urbaine en 2020
Elle est composée des sept communes suivantes :
| Nom           | Code Insee | Département | Statut       | Superficie (km2) | Population (dernière pop. légale) | Densité (hab./km2) | Modifier                                    |
| ------------- | ---------- | ----------- | ------------ | ---------------- | --------------------------------- | ------------------ | ------------------------------------------- |
| Saint-Vallier | 26333      | Drôme       | ville-centre | 5,42             | 4 083 (2022)                      | 753                | modifier les données · modifier les données |
| Sarras        | 07308      | Ardèche     | ville-centre | 11,65            | 2 232 (2022)                      | 192                | modifier les données · modifier les données |
| Andance       | 07009      | Ardèche     | banlieue     | 6,52             | 1 193 (2022)                      | 183                | modifier les données · modifier les données |
| Andancette    | 26009      | Drôme       | banlieue     | 5,98             | 1 308 (2022)                      | 219                | modifier les données · modifier les données |
| Beausemblant  | 26041      | Drôme       | banlieue     | 11,67            | 1 453 (2022)                      | 125                | modifier les données · modifier les données |
| Laveyron      | 26160      | Drôme       | banlieue     | 5,32             | 1 253 (2022)                      | 236                | modifier les données · modifier les données |
| Ponsas        | 26247      | Drôme       | banlieue     | 2,71             | 527 (2022)                        | 194                | modifier les données · modifier les données |

## Évolution démographique
| 1968   | 1975   | 1982  | 1990   | 1999   | 2008   | 2013   | 2019   |
| ------ | ------ | ----- | ------ | ------ | ------ | ------ | ------ |
| 10 016 | 10 663 | 9 905 | 10 156 | 10 444 | 11 069 | 11 561 | 11 920 |

#### Données générales
- Unité urbaine
- Aire d'attraction d'une ville
- Aire urbaine (France)
- Liste des unités urbaines de France

#### Données démographiques en rapport avec l'unité urbaine de Saint-Vallier
- Aire d'attraction de Roussillon
- Aire d'attraction de Saint-Vallier
- Arrondissement de Tournon-sur-Rhône
- Arrondissement de Valence

#### Données démographiques en rapport avec l'Ardèche et la Drôme
- Démographie de l'Ardèche
- Démographie de la Drôme